# Településszociológia
A településszociológia a szociológia egy ága, azaz szakszociológia, amely a térbeli-társadalmi egyenlőtlenségek rendszerét, a térbeli-társadalmi konfliktusokat és érdekviszonyokat vizsgálja a városokban és falvakban, a regionális rendszerekben, a településhálózat egészében. A vizsgálatok tárgyát jelentő településtípusok alapján beszélhetünk város- illetve faluszociológiáról.
A településszociológia gyakran más tudományok, így a társadalomföldrajz, néprajz módszereit és eredményeit is felhasználja.

## A chicagói iskola
A városszociológia kialakulásában döntő jelentőségű volt a Chicagói Iskola munkássága. A Chicagói Iskola követőinek felfogását és fogalomkészletét a biológiai, pontosabban az ökológiai analógiák határozták meg – ezért az általuk képviselt irányzatot humánökológiának is nevezik. Értelmezésük szerint a városi társadalom megértésében magyarázó erővel bírnak a környezeti viszonyok. A társadalmat természeti életközösséghez hasonlították, ahol a különböző fajok populációi élnek együtt, kölcsönösen függve egymástól. A humánökológia fő eredménye a várost koncentrikus körök határolta övezetekre tagoló városmodell. E modell szerint a városközpontban összpontosul az igazgatás, az üzleti élet és a szórakoztatás. A belvárost az úgynevezett átmeneti övezet veszi körül, amelynek bérházai a vidékről felvándorolt munkásoknak adnak szállást. A következő övezet az ipari munkások otthona, majd ezt követik a gazdag társadalmi rétegek villanegyedei. Végül a város peremén az elővárosok és kertvárosok találhatók.
A humánökológia a városi különbségek kialakulását egy olyan természetes folyamatnak tekinti, amely az eltérő szükségleteken alapul. Az eltérő szükségletek olyan térbeli egységeket hoznak létre, amelyek egyben társadalmi egységek is. Ezeket természetes övezeteknek nevezték.
A Chicagói Iskola legfontosabb képviselői: Robert E. Park, Ernest W. Burgess, Louis Wirth.

## Az újabb kutatások
Sokáig szinte kizárólagos elemzési keretet jelentett a humánökológia, ám az 1970-es évekre elveszítette magyarázó erejét, bár a mai napig gyakran felhasználják a városfejlődés értelmezésére, illetve a városszerkezet vizsgálatában. Olyan új folyamatok jelentek meg ugyanis a nagyvárosokban, amelyekre a humánökológia nem tudott választ adni. A változások közé tartozott többek között a városmagok csökkenő népességszáma, a városi társadalmakban növekvő polarizáció, amely különösen etnikai alapon volt erős. De nőttek a különbségek az egyes városok, illetve az országok között is. Az átalakuló, globalizálódó gazdaság folyamatai átértékelték a városok szerepét, felértékelődött a versenyképesség, a sikeresség fogalma. A globális kulturális, politikai és gazdasági folyamatok következtében a különböző városok fejlődése a korábbinál sokkal szorosabban összefonódott egymással.
Mindezek következtében az 1970-es évektől – elsősorban brit és francia elméleti háttérrel, Henri Lefebvre, Manuel Castells és a geográfus David Harvey munkássága alapján megújult a városszociológia.

## Főbb kutatási irányok
- A településeken belüli társadalmi viszonyok, konfliktusok
- A városfejlődés társadalmi kérdései
- A lakótelepek problémái
- A városrehabilitáció hatásai
- A településen belüli lakásviszonyok
- A településfejlődés meghatározó mechanizmusai
- A szegregáció, gettósodás kérdései
- A településhálózaton belüli egyenlőtlenségek, falu-város különbségek